# Tmarus truncatus
Tmarus truncatus là một loài nhện trong họ Thomisidae.
Loài này thuộc chi Tmarus. Tmarus truncatus được Ludwig Carl Christian Koch miêu tả năm 1876.